# Choreia
Choreia is een geslacht van vliesvleugeligen uit de familie Encyrtidae. De wetenschappelijke naam van dit geslacht is voor het eerst geldig gepubliceerd in 1833 door John Obadiah Westwood.

## Soorten
Het geslacht Choreia omvat de volgende soorten:
- Choreia inepta (Dalman, 1820)
- Choreia maculata (Hoffer, 1954)
- Choreia proserpinae De Stefani, 1884
- Choreia rugosiceps Szelényi, 1972
- Choreia stepicola (Hoffer, 1953)